# Nechama
Nechama (hebrejsky נחמה) je ženské rodné jméno hebrejského původu, které znamená „útěcha“.
Používá se v židovských rodinách od středověku dodnes.

## Nositelky jména
- Nechama Leibowitz – izraelská biblistka
- Nechama Hendel – izraelská zpěvačka
- Nechama Tec – americká profesorka sociologie

## Jiné významy
- Ha-Banot Nechama – izraelská dívčí folková skupina